# Now (Damon-Locks-Album)
NOW ist ein Jazzalbum des Damon Locks Black Monument Ensemble. Die am 17. und 28. August und 29. September 2020 im Experimental Sound Studio in Edgewater, Chicago (5925 N Ravenswood Avenue), entstandenen Aufnahmen erschienen am 9. April 2021 auf dem Label International Anthem. Ausgekoppelt wurde daraus die Single „NOW (Forever Momentary Space)“, die als Videoclip veröffentlicht wurde. NOW verstehe sich als „Momentaufnahme eines ebenso pandemischen wie hitzigen Sommers“, schrieb der Der Freitag. „Die bei aller Komplexität mitreißende Musik vermittelt ein Gefühl von Gemeinschaft und Solidarität – noch leidenschaftlicher als 1969 Charlie Hadens [Album] Liberation Music Orchestra.“

## Hintergrund
Das Album NOW von Damon Locks und dem Black Monument Ensembles wurde in den letzten Phasen des Sommers 2020 nach Monaten pandemiebedingter Angst und Isolation, der Explosion sozialer Unruhen, Kämpfe und Gewalt auf den Straßen geschaffen. Das Black Monument Ensemble (BME) wurde ursprünglich als Medium für Damon Locks, einen in Chicago ansässigen Multimedia-Künstler/Aktivisten, konzipiert und hat sich von einer Solo-Mission zu einem Kollektiv von Künstlern, Musikern, Sängern und Tänzern entwickelt. Zu den aktuellen und beständigen BME-Mitgliedern gehören neben Locks die Instrumentalisten Angel Bat Dawid, Ben LaMar Gay, Dana Hall und Arif Smith; ferner die Sänger Phillip Armstrong, Monique Golding, Rayna Golding, Tramaine Parker, Richie Parks, Erica Rene und Eric Tre’von; daneben treten mit ihm die Tänzer Raven Lewis, Cheyenne Spencer, Mary Thomas, Bryonna Young, Tiarra Young und Keisha Janae auf.
Während Damon Locks in der Zeit des Lockdowns in seiner Wohnung in Chicago festsaß und die Zeit nutzte, um Samples für die Fortsetzung seines Albums Where Future Unfolds zusammenzufügen, explodierten die Proteste nach der Tötung von George Floyd auf den Straßen darunter, notierte Andy Beta. „Die Themen, die sich durch Unfolds ziehen - systemischer Rassismus, Unterdrückung und Ungerechtigkeit - wurden überall um ihn herum artikuliert. Und obwohl die Stadt aufgrund von COVID-19 immer noch gesperrt war, lösten die Proteste in Locks ein Gefühl der Dringlichkeit aus.“.

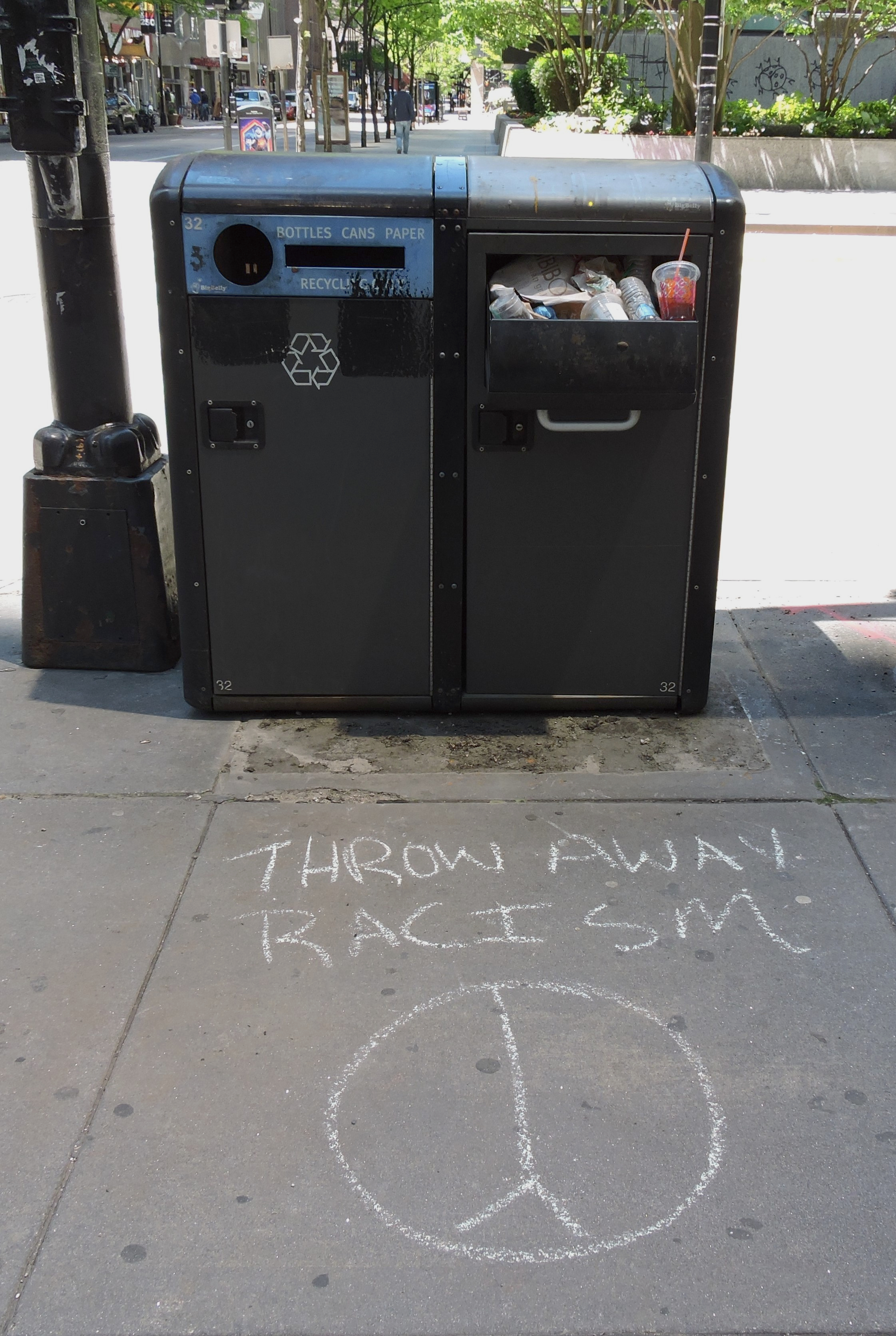
„Rassismus wegwerfen“. Graffiti in Chicago während der Proteste gegen die Tötung von George Floyd Mai 2020.

Währenddessen schickte Locks eine E-Mail an einen Toningenieur, um die Aufnahme mit einer komprimierten Version seiner Gruppe im Hinterhofgarten des Studio-Gebäudes in Chicago zu planen. Darauf trafen sich Locks und das Ensemble Ende August 2010 auf dem Außengelände des Experimental Sound Studio und nahmen Material für das neue Album der Band auf. Einen Monat später traf sich Locks mit einer kleineren Gruppe, um Perkussion und Loops aufzunehmen. Das gesamte Album wurde in nur wenigen Tagen erstellt.
Teilweise inspiriert von Science-Fiction-Fernsehserien wie Watchmen und Lovecraft Country, in denen sich Schwarze buchstäblich aus gefährlichen Situationen herausbewegen, verwendet „Now“ schnellen Elektro-Funk und Texte, die gesellschaftliche Verzweiflung in zukunftsweisenden Optimismus verwandeln, notierte Marcus J. Moore. Das Album - und Locks’ Musik im Allgemeinen - untersucht auch das Konzept des „schwarzen Nickens“ oder die unausgesprochene Art der Kommunikation zwischen Schwarzen im öffentlichen Raum.
Locks sagte, dass seine Kunst darauf ausgelegt ist, eins zu eins mit dem Empfänger zu sprechen. „Ich versuche nur, als Mensch zu kommunizieren", sagte er. "Die Idee ist, in Klassenzimmern zu sein und mit Schülern zu sprechen, in Stateville [Correctional Center] mit Künstlern zu sprechen, die inhaftiert sind und versuchen, ihre Stimmen nach draußen zu bringen.“ Und angesichts der kollektiven Qualen des vergangenen Jahres hofft er, dass NOW etwas Positives bringen kann: „Ich spreche über Dinge, die mich inspirieren und es weitergeben.“

## Das Black Monument Ensemble
Damon Locks absolvierte 2017 eine Studioresidenz im Hyde Park Art Center, als er auf die Idee kam, Sänger zusammenzubringen, um den Sound seiner Performances zu erweitern. Er kontaktierte Josephine Lee, die Direktorin des Chicago Children’s Choir, die ihm eine Liste von fünf erwachsenen Sängern schickte, die seine Lieder zum Leben erwecken konnten. Die erste Aufführung fand in seinem Atelier im Kunstzentrum statt; danach hatte die Band einen Auftritt im Museum of Contemporary Art Chicago. Die Schlagzeuger Arif Smith und Dana Hall kamen dabei hinzu. Der Kornettist Ben LaMar Gay, ein Freund von Locks, schloss sich ebenfalls an. Der Durchbruch der Band gelang 2018 im Garfield Park Conservatory im Rahmen des Red Bull Music Festivals, wo Locks Tänzer, einige neue Sänger und Angel Bat Dawid hinzubrachte. Das Black Monument Ensemble war gegründet; Where Future Unfolds war das erste Album, entstanden als eine Live-Aufnahme der Garfield Park-Performance. Die Mitgliederzahl und Größe der Gruppe ist fließend.

## Titelliste
- Damon Locks Black Monument Ensemble: Now (International Anthem Recording Company IARC0025)[6]

1. Now (Forever Momentary Space) 7:05
2. The People Vs. the Rest of Us 3:34
3. Keep Your Mind Free 5:54
4. Barbara Jones-Hogu And Elizabeth Catlett Discuss Liberation 1:55
5. Movement and You 1:38
6. The Body Is Electric 10:24

Alle Kompositionen stammen von Damon Locks.

## Rezeption
Marcus J. Moore schrieb in The New York Times, Where Future Unfolds, sein Album von 2019 als Leiter des 18-köpfigen Black Monument Ensembles, habe den Schmerz ausgedrückt, schwarze Menschen ohne angemessene Gerechtigkeit getötet zu sehen. Während die LP der Gruppe aus dem Jahr 2019 „rassistische Disharmonie in eine heilige Feier der Schwärzseins verwandelte, sieht das zweite Album der Gruppe ein alternatives Universum unendlicher Möglichkeiten vor.“ Nach Ansicht des Autors fühlt sich Locks’ Ensemble-Werk - mit all seinen spirituellen Jazz-Arrangements, Drum Breaks und esoterisch wirkenden Audioschnipseln aus Filmen - offen gemeinschaftlich an, wie ein privates Gespräch zwischen denen, die die Nuancen der schwarzen Kultur verstehen.

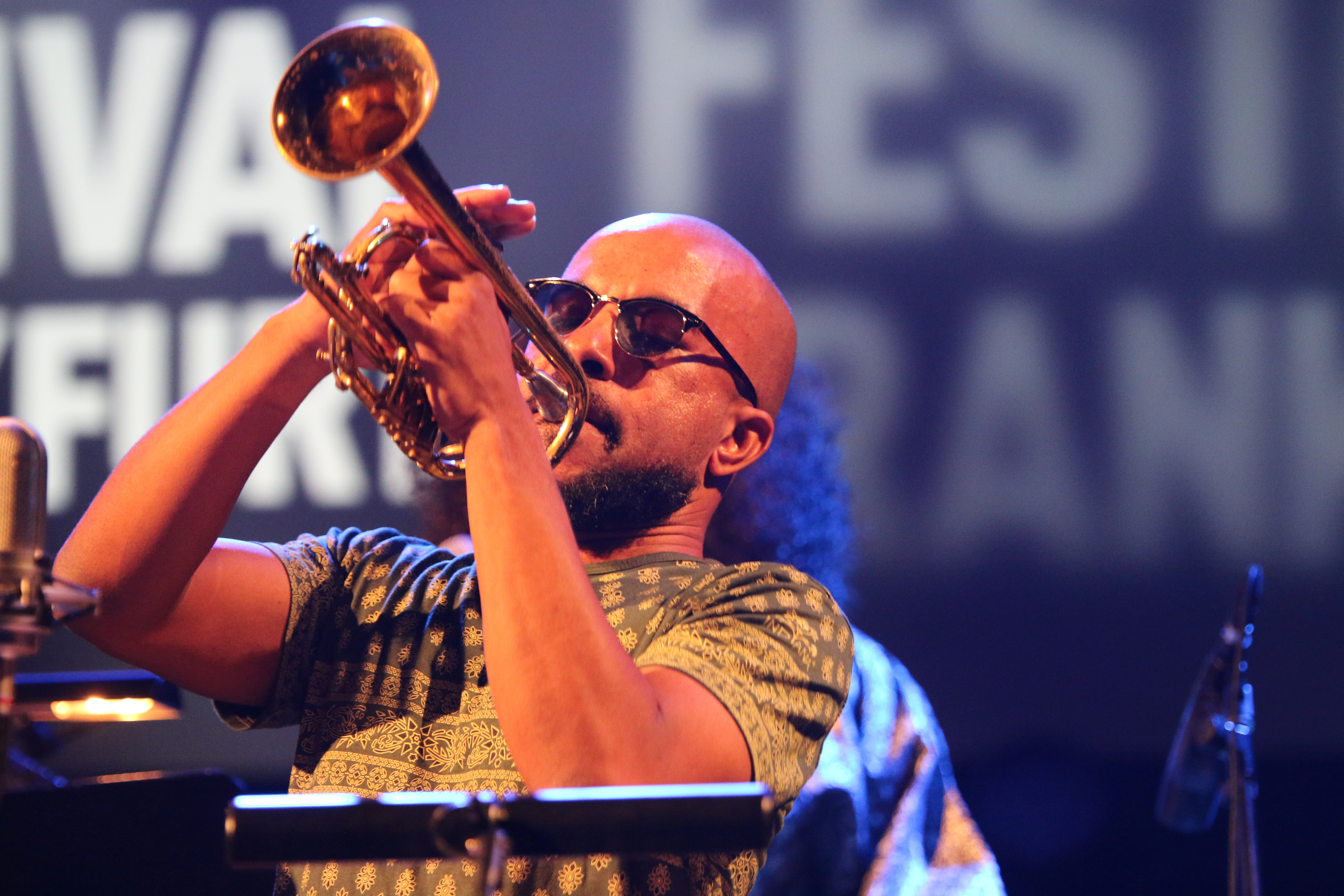
Ben LaMar Gay auf dem Deutschen Jazzfestival 2015

Nach Ansicht von Chris May, der das Album in All About Jazz rezensierte, ist das, was das Album im Wesentlichen sagen will: „Es ist Zeit, und daran müssen alle mitwirken, denn der Kampf beginnt erst jetzt und ein Happy End ist noch lange nicht gewiss.“ In
musikalischer Hinsicht sei Now eine Mischung aus gesprochenem Wort, Jazz, Gospel und anderen beibehaltenen Afrikanismen. Die Instrumentalbesetzung arbeite Hand in Hand mit dem sechsköpfigen Vokalchor. Das Ergebnis mute wie eines Live-Treffen zwischen Gebet und Politik an. Die Spielzeit sei zwar mit 30 Minuten recht kurz, aber das Zuhören vermittle ein erholsames und erhebendes Gefühl - und die Botschaft sei universell und überall dort anwendbar, wo Menschen leben.
Ryan Leas schrieb in Stereogum, einer der Schlüsselaspekte von „Now“ und des gesamten Albums sei „ein Unfall, ein Umstand“. Einer der vielen Klänge, die mit seiner Umgebung köcheln und schmelzen, sei das ständige Murmeln von Zikaden, die durch das Lied laufen. Es beziehe die Umgebung mit ein und den unmittelbaren Moment der Aufnahmesession, für immer festgehalten - genauso wie sie spielten, solange sie von Gewittern bedroht waren, waren die Songs teilweise dem ausgeliefert, was sonst noch in der Luft lag. Die Zikaden würden zu einem spirituellen Element von „Now (Forever Momentary Space)“ und sprächen die Fluidität der Arbeit von Locks und dem Black Monument Ensemble an - Loops und Collagen und zerbrochene Strukturen, gemischt mit Improvisation und unvorhergesehenen Ergebnissen und Zufällen. So klein es auch ist, diese zufällige Field Recording schaffe die Voraussetzungen für allem, was mit NOW möglich sei. Am Ende des Tracks unterhalten sich die Musiker und rufen die Zikaden. Es sei ein kosmisches Ereignis, die Natur sei in die Musik eingewoben, die sie selbst als Kollektiv heraufbeschworen haben. Auf seine Weise biete dieses Lied einen Moment des Friedens mitten im Strudel des Jahres 2020. Now sei ein Album, das es einem ermögliche, durch die Zeit zu treiben und alles aus dem letzten Jahr zu berücksichtigen, was wir noch kaum verarbeitet haben. Von dort aus werde es zu einem Werk, das wie ein lebendiger Traum anmute, mit Klängen, die sich in den Fokus hinein- und herausbewegen. Und am Ende gehe es in NOW dahin, wo es immer hingegangen ist: zu einem Ort der Befreiung, der Sie in diesen schwierigen Momenten der Geschichte auch daran erinnert, dass man immer die Augen offen halten müsse.

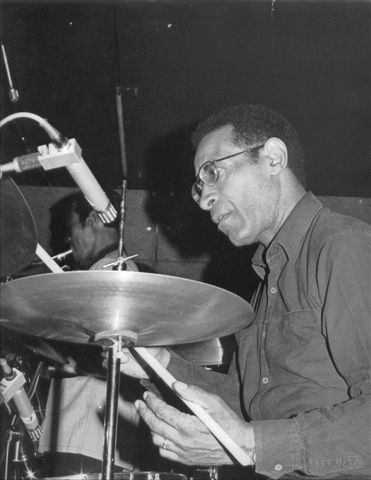
Max Roach, 1979

Andy Beta schrieb in Bandcamp Daily, der Schatten des Todestages von Emmett Till und des März 1963 in Washington DC habe sich auch über Locks und der Aufnahme des Ensembles abgezeichnet. Und so stark wie das Vorgängeralbum Unfolds war, sei NOW noch stärker. Einige Momente böten glückselige, vom Gospel angehauchte Gesangsbeiträge, andere leisen Jazz-Swing, während andere mit sehnigem Funk oder tosenden Trommeln schlügen. Aber bei NOW passe Locks sie alle in den gleichen Song, wie er es bei „Now (Forever Momentary Space)“ tue, der an einem heißen Sommerabend vom dröhnenden Zikadensummen gekrönt werde. Nach Ansicht des Autors erinnert die Gruppe von Locks an Eddie Gales Ghetto Music (Blue Note, 1968) und Max Roachs Arbeit Ende der 1960er Jahre, die auch Gospel, Soul und Jazz zu einem dringenden neuen Sound verschmolzen hätten. Aber es seien Locks’ Samplings und Elektronik, „die das stählerne emotionale Herz des Albums“ bildeten. Er habe ein umwerfendes Mosaik entwickelt, das Madlib würdig sei, mit Songs wie „The People vs The Rest of Us“, mit Ausschnitten aus Talkshows am Sonntagmorgen, Blaxploitation-Filmen, After-School-Specials, Trainingsvideos und den Abendnachrichten, die wichtige Nachrichten und Pointen liefern. Es gebe jedem Moment hier ein Gefühl der Dringlichkeit, wie beim zehnminütigen Abschlussstück „The Body is Electric“; das Lied spreche „dieses angespannte, aber hoffnungsvolle Gefühl an, die Zerbrechlichkeit des Lebens sowie die unbezwingbare Stärke der Gemeinschaft.“
Mike Borella (Avant Music News) schrieb, Locks konstruiere Klangkunst aus aufgenommenen Samples sowie Instrumentierung und Gesang. Strukturell seien die Stücke auf NOW größtenteils nach Gesang, Percussion und Samples organisiert, wobei die anderen Instrumente die Lücken füllen oder kurze Hauptrollen übernehmen. Nach Ansicht des Autors sind dies Songs rhythmisch raffiniert, wunderschön gesungen mit subtilen Call-and-Response-Passagen, und sie ließen Raum für Improvisation und Solo. Es sei nahezu unmöglich, Locks’ Bemühungen in eine Schublade zu stecken, aber man könne die Einflüsse von Free Jazz, Funk, Soul, Sun Ra und vielen anderen hören. Wie der Titel des Albums es andeutet, lebe Locks den Moment, mache sich aber ungeduldig auf den Weg zu einer besseren Zukunft.
Nach Ansicht von Jürgen Ziemer (Der Freitag) bilden die afrikanischen Rhythmen der Schlagzeuger Dana Hall und Arif Smith das Fundament, auch die von Damon Locks beigesteuerten Samples und Sounds würden den vital vibrierenden Puls des Albums nähren. Darüber entfalteten sich die freien Improvisationen der Klarinettistin Angel Bat Dawid und des Kornettisten Ben LaMar Gay – zwei der wichtigsten neuen Namen des Jazz. Doch das Herzstück sei der Chor, mit Mitgliedern zwischen neun und 52 Jahren; hier spreche kein selbstbezogener Sänger, sondern die gebündelte kämpferische Stimme eines Kollektivs.
Für Peter Kaiser von Skug – Journal für Musik ist der Titel „Keep Your Mind Free“ das Highlight des Albums, wo jede Menge vom Besten der afroamerikanischen Jazz-, Soul- und Sampletraditionen mitschwinge. Damon Locks und sein Black Monument Ensemble aus Chicago verstünden sich darauf „die Gunst des Moments zu zelebrieren.“ Now könne für die Toplisten 2021 vorgemerkt werden.